# أحمد حسين (سباح)
أحمد مصطفى حسين ( من مواليد 25 مايو 1983) سباح مصري سابق متخصص في سباقات سباحة الظهر. حصل على لقب أولمبي مرتين، درس في جامعة ولاية أريزونا في تيمبي، أريزونا وتخرجمنها بدرجة البكالوريوس في الهندسة المدنية.
أول مشاركة أولمبية له كانت مع الفريق المصري في دورة الألعاب الأولمبية الصيفية لعام 2000 في سيدني، حيث تنافس في سباق 200 متر ظهر رجال . وسباحه في الجولة الثانية، تفوق على السنغافوري غاري تان ليحصل على المركز الخامس، والسادس والثلاثين إجمالاً بفارق 0.22 من الثانية بزمن قدره 2: 06.10. وشارك في دورة الألعاب الأولمبية الصيفية لعام 2004 في أثينا. حصل على ميداليتين ذهبيتين من ألعاب عموم إفريقيا في أبوجا، نيجيريا، محطمًا الرقم القياسي المصري.
في سباق 100 متر ظهر، شارك حسين في السباق الثلاثي ضد سبعة سباحين آخرين، من بينهم المخضرم الأولمبي ديريا بويكونكو من تركيا. وصل إلى المركز السادس، والحادي والثلاثين إجمالاً بفارق 0.52 من الثانية عن بويكونكو، وحقق أفضل مستوى شخصي له وهو 56.86. واحتل حسين المركز السابع في سيدني على الكوري الجنوبي سونغ مين الذي احتل المركز الأخير خلفه، بفارق 0.04 من الثانية، بتوقيت 2: 04.82.
في دورة ألعاب البحر الأبيض المتوسط 2005 في ألميريا بإسبانيا، فاز حسين بما مجموعه ثلاث ميداليات في نفس التخصص، ميدالية فضية في 100 ظهر (56.06) و ميدالية برونزية في 50 متر ظهر (25.86). في سباق 200 متر ظهر، قام بتخفيض الرقم القياسي المصري الخاص به وهو 2: 01.61 ليحصل على برونزية أخرى.

## روابط خارجية
- "Player Bio – Arizona State Sun Devils". مؤرشف من الأصل في 2013-06-30. اطلع عليه بتاريخ 2013-04-24.
- أحمد حسين  على موقع اللجنة الأولمبية الدولية